# Клаузен (Айфель)
Клаузен (нем. Klausen) — община в Германии, в земле Рейнланд-Пфальц.
Входит в состав района Бернкастель-Витлих. Подчиняется управлению Виттлих-Ланд. Население составляет 1331 человек (на 31 декабря 2010 года). Занимает площадь 9,22 км².
Город подразделяется на 2 городских района.